# 高橋圭一 (ミュージシャン)
高橋 圭一（たかはし けいいち、1962年3月25日）は、日本のギタリスト、作曲家、編曲家、音楽プロデューサー。

## 概要
1990年代にユニット『Groovy Boyfriends』でギタリストとして活動。同ユニット活動休止後は数々のアーティストのプロデュース、楽曲提供、編曲を手掛けるとともに相川七瀬、EXILE、清木場俊介、COLOR、w-inds.などのレコーディング・ツアーにギタリストとして参加している。（株）メーア代表取締役でもあり、同社には高橋"Jr."知治、田々井悟、山口一久、松本有加が所属している。
2013年9月 Ninth Innocence（ナインス イノセンス）名義のバンドを旧知の友人で、レコーディングにも参加した事のある鈴木結女とともに結成。同12月、自身のYoutubeチャンネルにて[feel]を公開とともに2014年から本格的な活動を始める事を発表。
2015年11月、女優の佐々木心音が結成したロックバンド「MOMO」に参加。
2016年11月、元TOPSのボーカル山際祥子と長年の友人のギタリスト清水一雄と共にアコースティックロックユニット「釈灯歌」を結成。都内ライブハウスでの活動とともに、YouTubeでの活動にも力を入れている。
松本孝弘とは同じ音楽スクールの同課の親友。

## プロデュース・編曲
Chiyu(ex-SuG)・宮前杏実・KAMIJO・jupiter・APOLON・広瀬香美・Versailles・大橋純子・TRUNK・J-MIN・☆ジョージ☆・清木場俊介・藤木直人・キリト・長谷川都・相川七瀬・Fayray・伊沢麻未・Retro G-Style・Nyle・宮原永海・宇都美慶子・CORE OF SOUL・寺野晴美・柴草玲・Boy Style・SILVA・K.・HEADS・我那覇美奈・S.E.S.・KIX-S・ZERO・下川みくに・椎名へきる・荻野目洋子・持田真樹・かとうれいこ・春原侑紀・樋口明日香、他多数

## レコーディング
鈴木愛理・あんさんぶるスターズ!・宮前杏実・KAMIJO・安室奈美恵・Angelo・m.o.v.e・LISA・BoA・クレンチ&ブリスタ・小比類巻かほる・トベタ・バジュン・Lia・Heartsdales・warp generation・杉本姉妹・J-Min・山田優・AAA・山下智久・キリト・奥村愛子・NEWS・KAT-TUN・天上智喜・J・COLOR・Heartsdales・Fayray・相川七瀬・長谷川都・倖田來未・Laynah・Tetsuya・Dream・Lead・楠野綾子・諫山実生・イズミカワソラ・Loud3・ メロン記念日・五木ひろし・EE JUMP・藤井フミヤ・知念里奈・ モーニング娘。・及川光博・Retro G-Style・キーヤキッス・PaniCrew・広瀬香美・我那覇美奈・m-flo・mirai・GTS・Favorite Blue・荻野目洋子・m.c.A・T・かとうれいこ・鈴木結女・スージー・カン・持田真樹・V6・藤川賢一・ZERO・三宅亜依・中西圭三・MIKA・佐竹雅昭・クラブD・諸星和己・日髙のり子・嘉門達夫・酒井美佳子・GWINKO・斉藤さおり・永田真代・森口博子・光GENJI・翠玲・Love Light Fields・R-ORANGE・Mystory・本田美奈子・河田純子・中野理絵・Meyou・永岡昌憲・MORE DEEP・椎名へきる・渡辺忠・SMAP、他多数

## ライブ
Chiyu(ex-SuG)・武瑠(ex-SuG)・広瀬香美・w-inds.・KEN CHU・F4・EXILE・COLOR・清木場俊介・JYONGRI・相川七瀬・Retro G-Style・伊沢麻未・長谷川都・寺野晴美・Every Little Thing・DA PUMP・MAX・知念里奈・D&D・D-LOOP・藤井尚之・中西圭三・小泉今日子・AMAZONS・鈴木聖美・黒沢光義・山本英美・MIKA・MINNE・Meyou・MORE DEEP・KAZZ:BA・今井優子・GWINKO・KIX-S・斉藤さおり・日髙のり子・宮部ひかり・ZERO・KATSUMI、他多数